# Gottfried de Austria
Gottfried de Austria (germană Gottfried Maria Joseph Peter Ferdinand Hubert Anton Rupert Leopold Heinrich Ignaz Alfons, Erzherzog von Österreich, Prinz von Toskana;n. 14 martie 1902, Linz, Austria – d. 21 ianuarie 1984, Bad Ischl, Austria Superioară, Austria) a fost membru al liniei toscane a Casei de Habsburg-Lorena și arhiduce de Austria prin naștere.

## Biografie
Gottfried a fost fiul cel mare al arhiducelui Petru Ferdinand de Austria și a soției sale, Prințesa Maria Cristina de Bourbon-Două Sicilii. Gottfried a crescut împreună cu cei trei frați ai săi (un frate și două surori) la Salzburg și Viena până la sfârșitul Primului Război Mondial în 1918 când familia lui a emigrat în Elveția la Lucerna.
Pe 2 august 1938 Gottfried s-a căsătorit civil cu prințesa Dorothea de Bavaria, al cincilea copil și a patra fiică a Prințului Franz de Bavaria și a soției acestuia, Prințesa Isabella Antonie de Croÿ. Căsătoria religioasă a avut loc pe 3 august 1938 la Sárvár în Ungaria. Gottfried și Dorothea au avut patru copii:
- arhiducesa Elisabeta de Austria (n. 2 octombrie 1939),
- arhiducesa Alice de Austria (n. 29 aprilie 1941),
- arhiducele Leopold Franz de Austria (n. 25 octombrie 1942),
- arhiducesa Maria Antoaneta de Austria (n. 16 septembrie 1950).